# 上海和囒银行

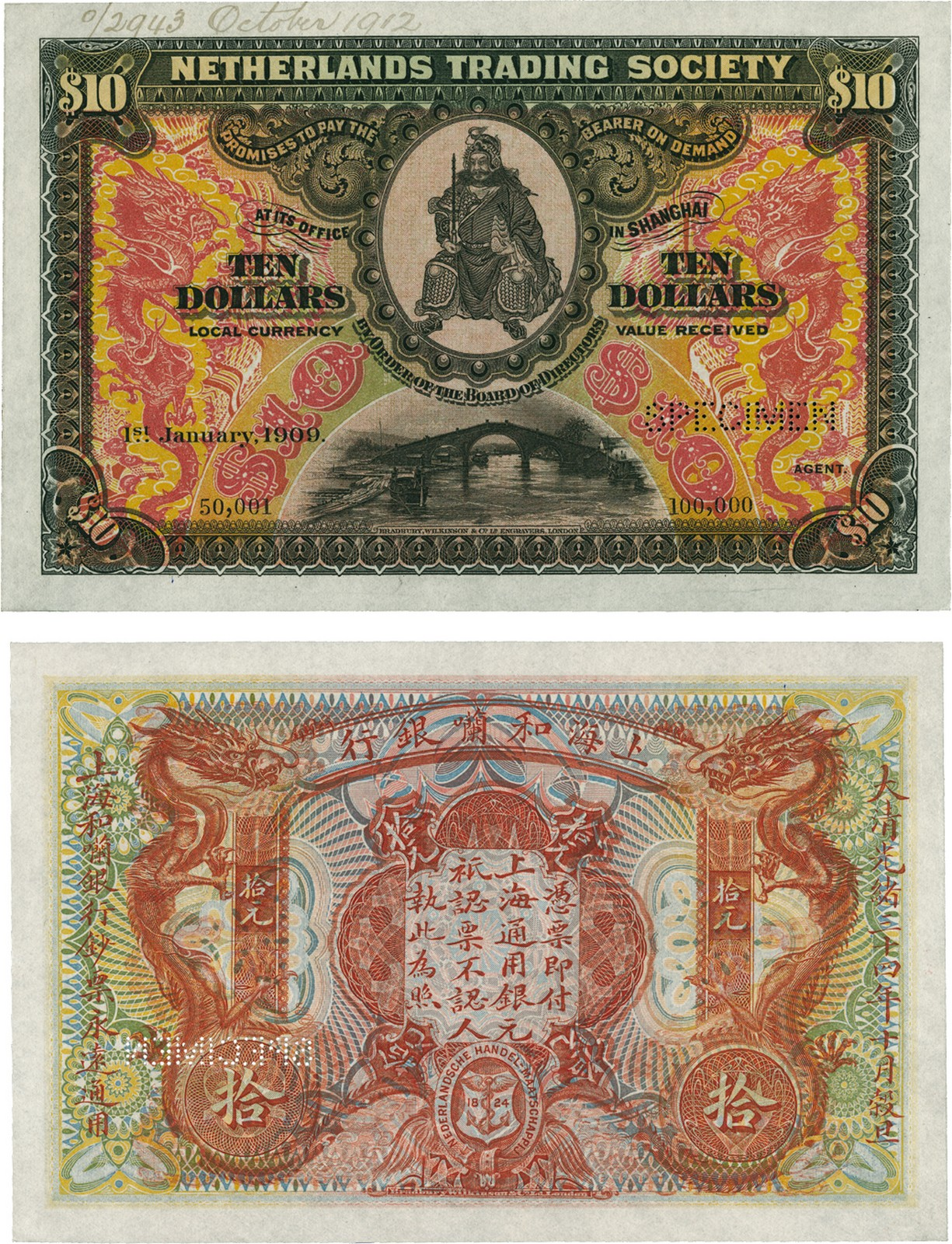
上海和囒銀行10元鈔票

上海和囒銀行是荷蘭尼德蘭貿易公司（荷蘭語：Nederlandsche Handel-Maatschappij）於1903年在中國上海設立的分行，曾於1909年至1946年間在上海發行紙幣。

## 歷史
1824年5月9日，尼德蘭國王威廉一世在海牙宣布成立尼德蘭貿易協會股份有限公司，但有關建立公司的王室法令是於1824年3月29日通過的。根據法令，該公司的成立是為了促進貿易、航運、造船、漁業、農業和工業的發展，還是為了充當國王調控經濟的槓桿。實際上，該公司通過網羅訊息、尋找新市場以擴展商貿業務及其航運和金融業務，與荷蘭政府關係密切，在荷蘭與荷屬東印度之間的貿易發展中起到了重要作用。在成立後的很長一段時間里，尼德蘭貿易公司的發展重點都是在荷屬東印度而非荷蘭本土。該公司在東印度的各分支機構從1880年開始逐漸轉向銀行業，1900年前後其本土分支機構也轉向銀行業。
光緒二十九年（1903年），尼德蘭貿易協會在上海設立支行，正月十四日（1903年2月11日）開業，以存款、放款、有價證券、匯兌等為主，並兼營其它銀行業務。虞洽卿曾於1903年至1941年間在該行擔任買辦，但自1924年起已由其子虞順恩代理。1916年7月，上海外商銀行組成匯兌銀行公會改組為上海國外匯兌銀行公會，會員包括外商銀行20家，會員代表以各行經理擔任，初設委員8名，該行代表為公會委員之一。1934年，上海國外匯兌銀行公會與上海銀行業同業公會、上海錢業同業公會合組上海國際銀錢公會，该行代表为公会委员之一。第二次世界大戰荷蘭被德國攻占後，該行匯兌業務大幅減少，並在太平洋戰爭爆發後被日本台灣銀行接管。1945年抗戰勝利，該行得以復業經營。1949年後，該行曾被批準為外匯指定銀行，代理中國銀行買賣外匯和代辦國際匯兌業務，後因業務慘淡於1952年提出停業申請，並於1953年正式停業。

## 紙幣
1909年至1946年間，上海和囒銀行先後在上海發行壹圓、伍圓、拾圓等面額的紙幣，另有伍拾圓、壹百圓兩種試印幣未發行:2-4。

## 相關
- 沙遜大廈：上海和囒銀行曾租用沙遜大廈（今和平飯店北樓）底層沿外灘一面的東北廳為行址。1993年3月，荷蘭銀行上海代表處獲准升格為分行，行址就設在原上海和囒銀行舊址[11]。

## 註解
1. ↑  “和囒”也就是“荷蘭”
2. ↑  一說上海分行設立於1902年[3]